# 銀泉 (佛羅里達州)
銀泉（英語：Silver Springs）是位於美國佛羅里達州馬里昂縣的一個非建制地區。該地的面積和人口皆未知。

## 地理
銀泉的座標為29°12′59″N 82°03′28″W / 29.21639°N 82.05778°W，而該地的平均海拔高度為15米（即49英尺）。